# Live in America (Transatlantic)
Live in America è il primo album dal vivo del supergruppo statunitense Transatlantic, pubblicato il 12 marzo 2001 dalla Inside Out Music.

## Descrizione
Contiene il concerto tenuto dal gruppo il 24 giugno 2000 al 930 Club di Washington, durante il tour di supporto a SMPT:e. Avendo pubblicato all'epoca soltanto un album in studio, nel disco sono presenti numerose cover.
Live in America è stato pubblicato anche in formato VHS, ma, a differenza della versione 2 CD, contiene il concerto tenuto il 21 giugno 2000 al Theater of the Living Arts di Filadelfia, il quale presenta alcune differenze rispetto al concerto di Washington, come ad esempio l'inclusione di Honky Tonk Woman dei The Rolling Stones.

## Tracce

### CD
CD 1
1. All of the Above – 30:47 (Neal Morse, Mike Portnoy, Roine Stolt, Pete Trewavas)
2. Mystery Train/Magical Mystery Tour/Strawberry Fields Forever – 15:32 (Neal Morse, Mike Portnoy, Roine Stolt, Pete Trewavas, John Lennon, Paul McCartney) – Strawberry Fields Forever originariamente interpretata dai The Beatles
3. We All Need Some Light – 6:51 (Neal Morse)

CD 2
1. Watcher of the Skies/Firth of Fifth – 10:47 (Mike Rutherford, Peter Gabriel, Phil Collins, Steve Hackett, Tony Banks) – originariamente interpretata dai Genesis
2. My New World – 16:51 (Neal Morse, Mike Portnoy, Roine Stolt, Pete Trewavas)
3. Medley – 19:10

### VHS
1. All of the Above – 32:13 (Neal Morse, Mike Portnoy, Roine Stolt, Pete Trewavas)
2. Mystery Train/Magical Mystery Tour/Strawberry Fields Forever – 14:00 (Neal Morse, Mike Portnoy, Roine Stolt, Pete Trewavas; John Lennon, Paul McCartney) – Strawberry Fields Forever originariamente interpretata dai The Beatles
3. We All Need Some Light – 7:40 (Neal Morse)
4. Honky Tonk Woman – 1:48 (Mick Jagger, Keith Richards) – originariamente interpretata dai The Rolling Stones
5. Watcher of the Skies/Firth of Fifth – 11:23 (Mike Rutherford, Peter Gabriel, Phil Collins, Steve Hackett, Tony Banks) – originariamente interpretata dai Genesis
6. My New World – 17:43 (Neal Morse, Mike Portnoy, Roine Stolt, Pete Trewavas)
7. Medley – 19:51

## Formazione
- Neal Morse – voce, tastiera, chitarra acustica
- Roine Stolt – chitarra elettrica, voce
- Pete Trewavas – basso, voce
- Mike Portnoy – batteria, voce